# Orbits
Orbits est un morceau composé par Wayne Shorter, publié en 1966 sur l'album de Miles Davis Miles Smiles.

## Historique
La première version du morceau est enregistrée en octobre 1966 par le quintet de Miles Davis sur son album Miles Smiles, avec Wayne Shorter au saxophone ténor, Herbie Hancock au piano, Ron Carter à la contrebasse et Tony Williams à la batterie.
Shorter en enregistre une autre version en 2003, sur son album Alegría. Il est entouré de Brad Mehldau, John Patitucci et Brian Blade, accompagnés par un ensemble à vent (cor, hautbois, flûte, clarinettes, basson). L'album obtient le Grammy Award du meilleur album de jazz instrumental.
Une troisième version figure sur l'album live Without a Net, paru en 2013. Cette nouvelle version, largement improvisée, est plus impressionniste, libre et sombre. La mélodie n'apparaît que par fragments à la main gauche au piano,,. Ce morceau reçoit le Grammy Award du meilleur solo de jazz improvisé.

## Analyse
Comme souvent avec les thèmes de Shorter, l'introduction « n’annonc[e] pas l’entrée du thème mais développ[e] plutôt un discours en parallèle avec la mélodie ».
La tonalité d'Orbits est incertaine. Dans l'introduction, il semble exister deux centres tonaux principaux, Sol mineur et Fa majeur ou mineur, avec des passages en Sol bémol. La mélodie est construite sur deux groupes de quartes, l'intervalle principale de cette mélodie.
Contrairement à ce qu'indique le Real Book, le morceau est écrit sans harmonie préétablie, selon le principe de Time no changes (« à tempo, sans accords »),,. Pour l'improvisation, les musiciens se basent sur des motifs tirés du thème. Ainsi, Miles Davis cite les quatre notes de la dernière phrase du thème à 1:08 et 1:29, et se livre à des variations mélodiques.